# Toren op Zuid
De Toren op Zuid is een kantoorgebouw van KPN aan het Wilhelminaplein op de Kop van Zuid in de Nederlandse stad Rotterdam.
Het gebouw heeft een hoogte van 96,5 meter en telt 23 verdiepingen. De bouw begon in 1998 en duurde twee jaar. Het behoort tot de eerste hoogbouw op de Wilhelminapier.
Aan de voorgevel van het gebouw is een matrix van 896 groene lampen aangebracht. Hiermee worden animaties vertoond, hoofdzakelijk kunstuitingen en als evenementsondersteuning in de Rotterdamse agglomeratie, bijvoorbeeld tijdens de Wereldhavendagen of de jaarlijkse marathon in Rotterdam. Het concept en de vormgeving van de lichtwand is ontworpen door Henri Ritzen van Studio Dumbar.
De voorgevel van het gebouw helt zes graden naar voren. Dit betekent dat de voorgevel onder dezelfde hoek staat als de kabels van Erasmusbrug.
Eind 2017 verhuisde KPN haar hoofdkantoor van Den Haag naar dit gebouw in Rotterdam. V8 architects tekende voor de uitbreiding en de complete renovatie van de "Toren op Zuid". Een nieuwe glazen entree maakt het gebouw aan 3 zijden toegankelijk. Zowel de aanpassingen en de uitbreiding zijn door Renzo Piano positief ontvangen. Sinds 26 november 2018 is de officiële naam "De Link".